# ایان مارتر
ایان مارتر (انگلیسی: Ian Marter; ۲۸ اکتبر ۱۹۴۴ – ۲۸ اکتبر ۱۹۸۶) هنرپیشه، فیلم‌نامه‌نویس اهل انگلستان بود.
از فیلم‌ها یا برنامه‌های تلویزیونی که وی در آن نقش داشته‌است، می‌توان به دکتر فاستوس و دادگاه جزا اشاره کرد.